# Kozioł (województwo podlaskie)
Kozioł – wieś w Polsce położona w województwie podlaskim, w powiecie kolneńskim, w gminie Kolno.
Przez miejscowość przepływa rzeka Pisa.

## Historia
W czasach zaborów w granicach Imperium Rosyjskiego. W latach 1921–1939 wieś leżała w województwie białostockim, w powiecie kolneńskim, w gminie Czerwone.
Według Powszechnego Spisu Ludności z 1921 roku zamieszkiwało tu 485 osób, 471 było wyznania rzymskokatolickiego, 1 ewangelickiego, 12 mojżeszowego a 1 nie określiła wyznania. Jednocześnie 474 mieszkańców zadeklarowało polską przynależność narodową a 11 żydowską. Było tu 72 budynki mieszkalne.
Miejscowość należała do parafii rzymskokatolickiej w Kolnie. Podlegała pod Sąd Grodzki w Kolnie i Okręgowy w Łomzy; właściwy urząd pocztowy mieścił się w Kolnie.
W okresie międzywojennym stacjonowała tu placówka Straży Celnej „Kozioł”.
W wyniku napaści ZSRR na Polskę we wrześniu 1939 miejscowość znalazła się pod okupacją sowiecką. 2 listopada została włączona do Białoruskiej SRR. 4 grudnia 1939 włączona do nowo utworzonego obwodu białostockiego. Od czerwca 1941 roku pod okupacją niemiecką. 22 lipca 1941 r. włączona w skład okręgu białostockiego III Rzeszy. 
W latach 1954–1959 wieś należała i była siedzibą władz gromady Kozioł, po jej zniesieniu w gromadzie Czerwone. W latach 1975–1998 miejscowość administracyjnie należała do województwa łomżyńskiego.

## Części miejscowości
| SIMC    | Nazwa    | Rodzaj    |
| ------- | -------- | --------- |
| 0399634 | Bazydły  | część wsi |
| 0399640 | Kruki    | część wsi |
| 0399657 | Zarzecze | część wsi |

## Kościół i parafia
W miejscowości znajduje się kościół, który jest siedzibą parafii Najświętszego Serca Pana Jezusa. W strukturze kościoła rzymskokatolickiego parafia należy do metropolii białostockiej, diecezji łomżyńskiej, dekanatu Kolno.

## Galeria

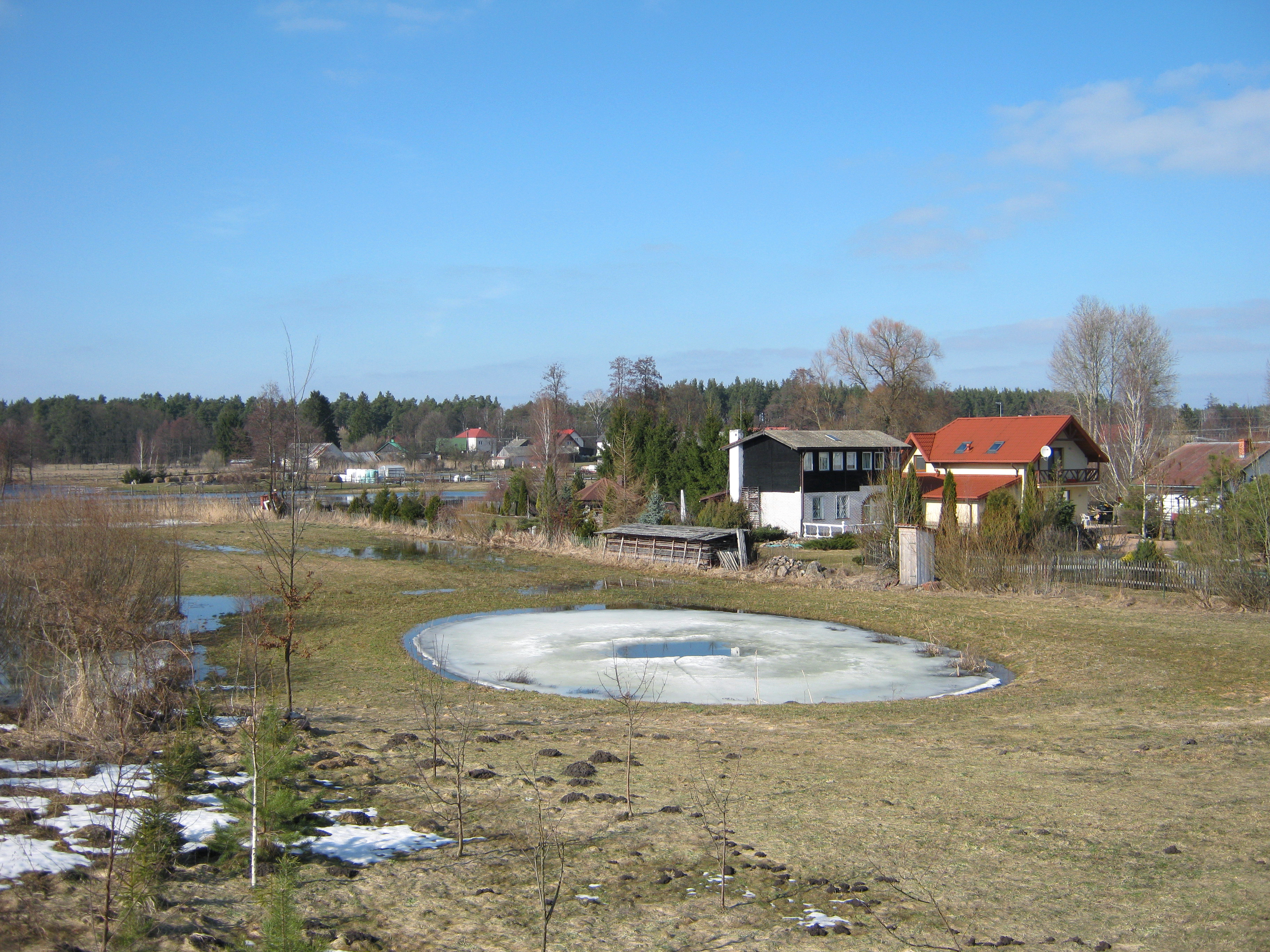
Kozioł
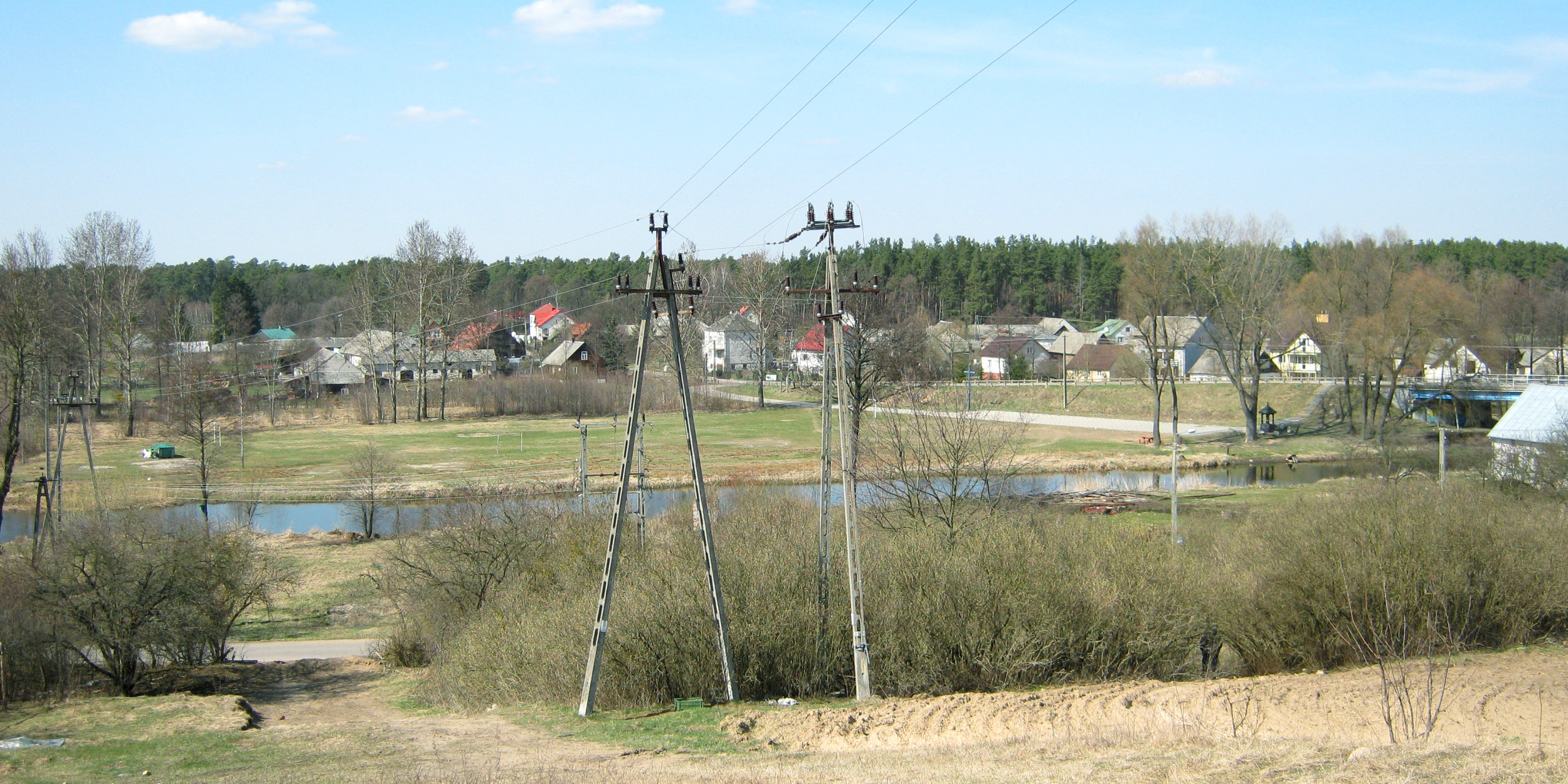
Widok od strony południowej
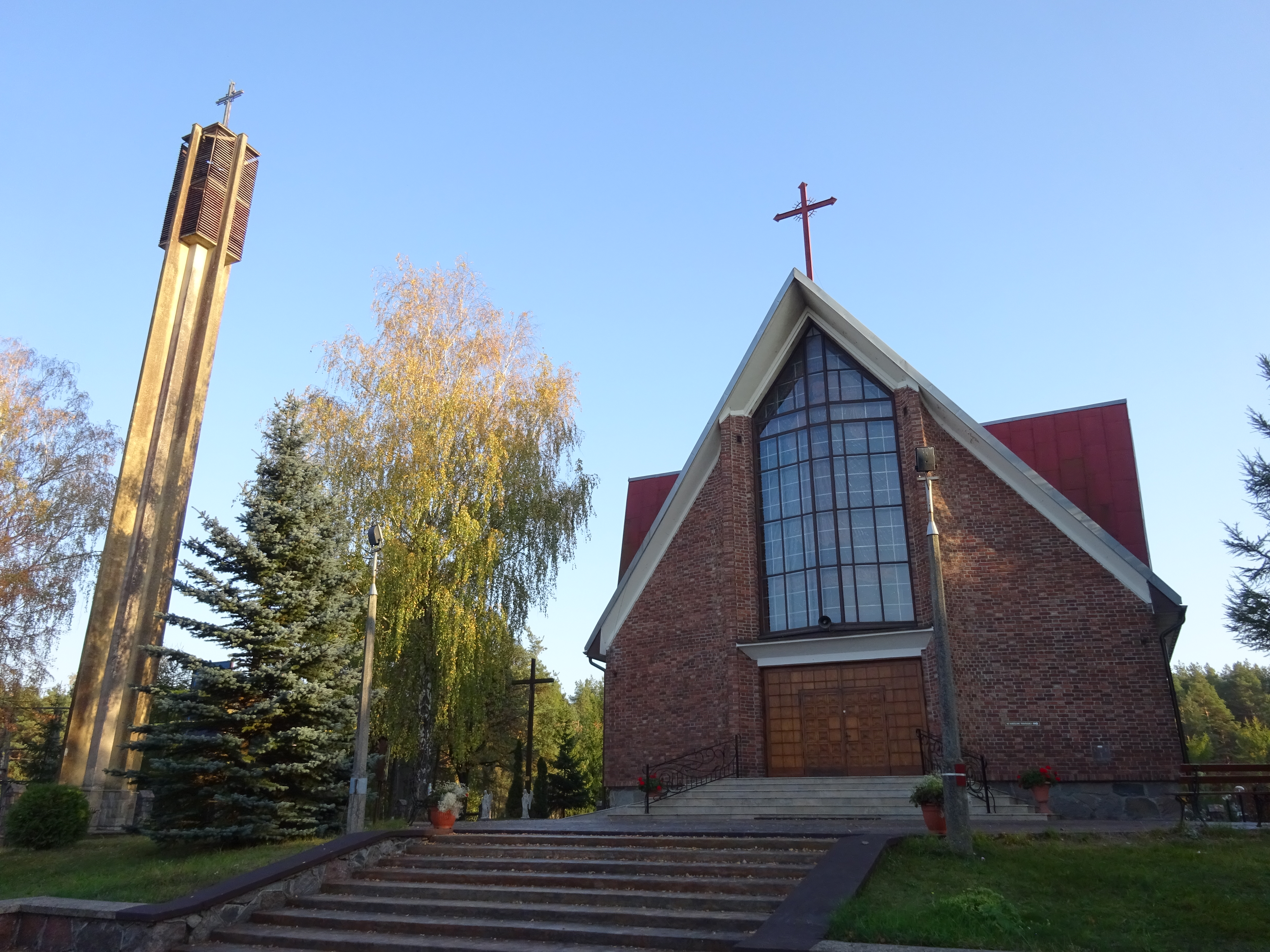
Kościół p.w. Najświętszego Serca Jezusowego, oraz dzwonnica